# Wittner Mária
Wittner Mária (férjezett nevén: Gazdaghné, Budapest, 1937. június 9. – Budapest, 2022. szeptember 14.) magyar politikus, országgyűlési képviselő. Az 1956-os forradalom idején szabadságharcosként a Corvin közben és a Vajdahunyad utcában tevékenykedett. 1956. november 4-én a szovjet invázió során az Üllői úton aknarepeszektől megsebesült. Az ország a rendszerváltás után ismerhette meg a nevét. Az 1956-os megtorláskor halálra, később életfogytiglani börtönbüntetésre ítélték, 1970-ben amnesztiával szabadult.
2010-es vagyonnyilatkozata szerint a legszegényebb parlamenti képviselő volt, nem volt vagyona.

## Élete
Édesapját nem ismerte, anyja pedig eldobta őt. Kétéves korában a karmelita rend vette gondjába. Tizenegy éves korában került vissza anyjához, aki hamarosan állami gondozásba adta. Ikervárra került, ahol befejezte az elemi iskolát. A gimnáziumot Sárváron kezdte, majd másodikban befejezte tanulmányait.
A gimnáziumot félbehagyva gépírónőként dolgozott Szolnokon, később Kunhegyesen, a járási tanácson. 1955-ben fia született, akit egyedül nevelt. Fél évre rá Budapestre költözött vissza és alkalmi munkákból élt.

### 1956-os szerepe és a megtorlás
Az 1956-os forradalom eseményeiben az első naptól részt vett. A Magyar Rádió ostroma közben csatlakozott a harcoló felkelőkhöz. Október 24-én a Corvin közben megismerkedett Havrila Béláné Sticker Katalinnal és együtt segédkeztek a sebesültek ellátásában.
A Vajdahunyad utcai csoporthoz csatlakozva már a fegyveres összetűzésekben is részt vett. Elfoglalták a X. kerületi rendőrkapitányságot, hogy fegyvereket szerezzenek. A november 4-ei szovjet támadás során az Üllői úton repeszektől megsebesült és a Péterfy Sándor utcai kórházba került.
November 9-én sikertelenül próbálta meg elhagyni Magyarországot. Letartóztatták, de ekkor még elengedték. Sikerült Ausztriába szöknie, de pár hét után hazajött és segédmunkásként tartotta fenn magát. 1957. július 16-án letartóztatták és „fegyveres szervezkedésben való részvétel, illetve az államrend megdöntésére irányuló fegyveres szervezkedés, többrendbeli meg nem állapítható gyilkossági kísérlet, fegyveres rablás, disszidálás” miatt 1958. július 23-án, 21 éves korában első fokon halálra ítélték.
Kétszáz napot töltött börtönben halálraítéltként, a másodfokú bíróság azonban 1959. február 24-én életfogytiglanra változtatta az ítéletet. 1970. március 25-én szabadult „felszabadulásunk 25. évfordulójának” köszönhetően két másik ’56-os női elítélttel együtt.
Tény azonban, hogy a börtönből az utolsók között szabadult, komoly oka volt a Kádár-rendszernek, hogy őt fogva tartsa.
Igen, kiengedtek bennünket, de nem amnesztiával. Nem lehetett 1970-ben '56-osoknak amnesztiát adni, mert mindenki úgy tudta, '56-osok már nincsenek benn. 1969 őszén megjelent egy Kádár-interjú, amit egy amerikai újságíró készített. Az volt az egyik kérdése, hogy vannak-e még Magyarországon politikai foglyok. Kádár azt hazudta, hogy nincsenek, mert '63-ban mindenkit kiengedtek. Akik még bent vannak, azok azóta kerültek vissza. Élő cáfolatként, bizonyítékként ott voltunk mi hárman!
A börtönben töltött időszakról szóló emlékeit többek között a Szabadság vihara és a Hóhér, vigyázz! című filmben mondta el.

### A Kádár-korszaktól napjainkig
1970-től Szolnokon a Minőségi Szabóságban dolgozott. 1972-től a dunakeszi Bőrdíszműben helyezkedett el. 1973-ban gyermeke született és három évig GYES-en volt. 1976-tól a helyi, Hunyadi úti varrodában, 1979-től a Gödi TSZ műszaki raktárában, majd 1984-től a Katona József Szakközépiskolában takarítónőként dolgozott. Az 1980-ban elvégzett gerincműtétét követően 43 évesen rokkantnyugdíjas lett. A Kádár-rendszer bukása óta számos 1956-os szervezet munkájában vett részt. A magyar közéletben a következetes és határozott antikommunizmusáról vált ismertté.
A 2006-os és a 2010-es országgyűlési választásokon a Fidesz országos listájáról szerzett parlamenti mandátumot. 2006 és 2010 között az Országgyűlés foglalkoztatási és munkaügyi bizottságának volt a tagja. A 2010-es választásokat követően az emberi jogi, kisebbségi, civil- és vallásügyi bizottság tagja lett.
2022 augusztusában kórházba került. Augusztus 28-án még kórházi ágyáról mondott köszönetet az érte elmondott imákért, miután átmenetileg javult az állapota, azonban 2022. szeptember 14-én gyors lefolyású, súlyos betegség után Budapesten elhunyt.
2022. október 14-én helyezték végső nyugalomra a dunakeszi temetőben. A temetésen Novák Katalin köztársasági elnök mellett Orbán Viktor is részt vett. A miniszterelnök Facebook-posztban is megemlékezett a magyar hősrőlː

„Ha az unokáimnak el kell majd magyaráznom, mit jelent magyar hősnek lenni, akkor az elsők között fogom nekik elmesélni Wittner Mária történetét. Isten nyugosztalja!”

Emlékére 2022. október 23-án Budapest XXI. kerülete parkot nevezett el a Csikó sétány mentén.
Hagyatéka 2022. december 12-én került be a Magyarságkutató Intézetbe, ahol digitalizálást követően kutathatóvá is teszik az iratokat.

### Családja
Első gyermeke 1955-ben született. 1972-ben ment férjhez, majd Dunakeszire költöztek, ahol 2022-ig élt. 1973-ban született meg második gyermeke.

## Konfliktusok személye körül
Wittner Mária főszereplője volt annak a vitának, amely arról robbant ki 2006-ban, együtt ünnepeljék-e az 1956-os forradalom 50. évfordulóját az MSZP vezette kormányzat képviselőivel. Az október 23-ai évfordulón több alkalommal fütyülték ki és bírálták az ünnepségek baloldali résztvevőit, mert sokan a forradalmat leverők örököseinek tartották őket. Az 50. évforduló előtt a legtöbb 1956-os szervezet és az egykori forradalmárok – az elsők közt Wittner – kifejezte, hogy nem kívánnak a kormánnyal együtt ünnepelni. Továbbá – Wittnerrel az élen – bírálták a Dózsa György úton felállítandó hivatalos 1956-os emlékművet, amely szerintük inkább az elnyomást, mint a szabadságvágyat fejezi ki.

### Wittner és Napolitano
Még az emlékművita előtt, 2006. május 24-én 56-os veteránok – Wittner Mária, Rácz Sándor és Balás-Piri László – nyílt levélben tiltakoztak, amiért Sólyom László köztársasági elnök meghívta Giorgio Napolitano olasz államfőt az 50. évforduló tiszteletére rendezendő hivatalos ünnepségekre. Az olasz államfő 1956-ban aktív kommunistaként támogatta a forradalmat eltipró szovjet intervenciót. „Az élő 56-osok nevében a leghatározottabban tiltakozunk az ellen, hogy olyan politikust hívjon meg a Forradalom és Szabadságharc kitörésének 50. évfordulójára, még akkor is, ha jelenleg ő az Olasz Köztársaság elnöke, aki nemzetközi segítséget nyújtott a magyar szabadságvágy vérbe fojtásához a szovjet gyilkosoknak” – írták.

### Hóhér, vigyázz!
Nem támogatta a házbizottság, hogy a 2008. október 23-i megemlékezés keretében a Parlamentben is levetítsék a Wittner Mária 1956-os halálraítéltről készült Hóhér, vigyázz! című portréfilmet.

### Wittner Horn Gyuláról
2011. március 22-én az Országgyűlésben vitába keveredett Novák Előddel, a Jobbik képviselőjével. Novák a Fideszt bírálta („Fájó kimondani, de kimondom mindannyiszor, hogy Horn Gyuláék komolyabban vették a nemzeti együttműködést, mint Önök, akik oly sokszor használják ezt a kifejezést.”), mire Wittner a következő szavakkal válaszolt:
„Köszönöm szépen Önnek, hogy Horn Gyulát a nemzet nagy királyának kiáltotta ki. Ha nem tudná, Horn Gyula hóhér volt. Hóhér volt a javából. És most pontosan a miniszterelnökünknek a jóvoltából, az Önök, az én adómból és mindenki adójából, de emberségből, már három éve ott kezelik, és ott vergődik a Honvéd Kórházban, mert képtelen meghalni.”

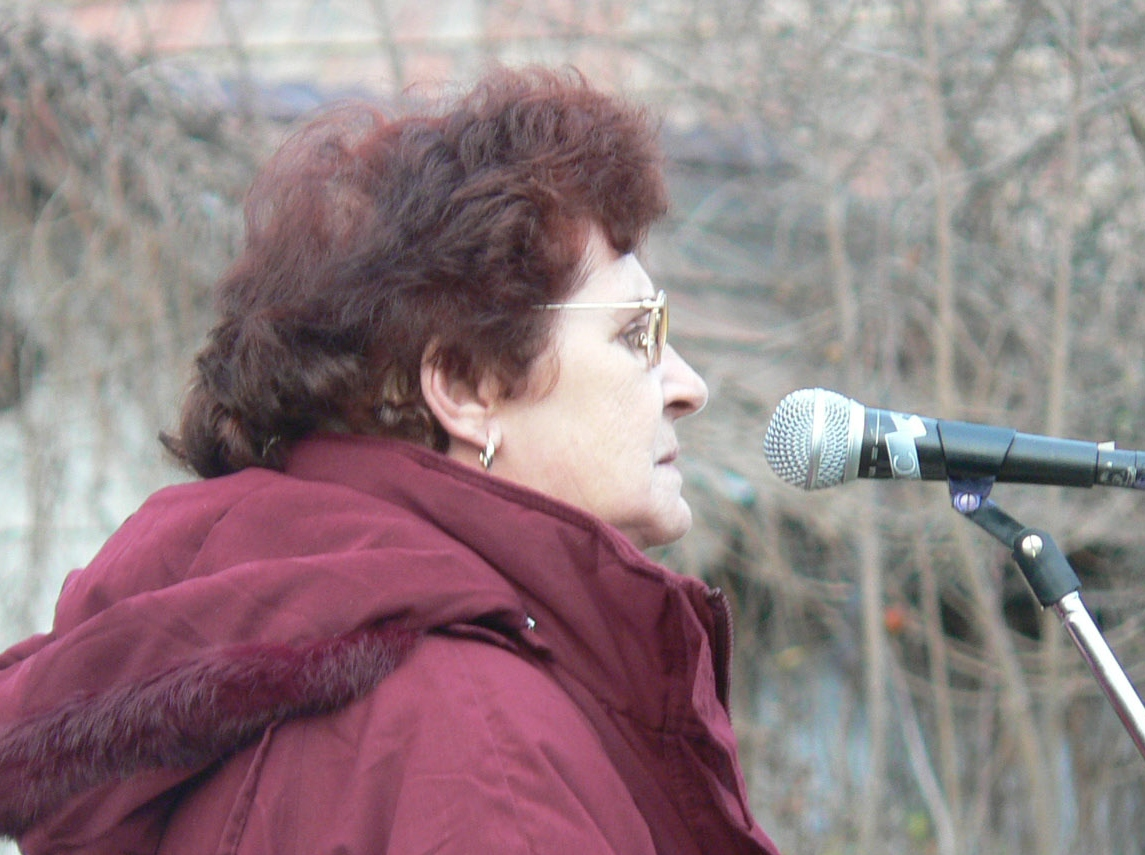
Wittner Mária beszédet mond egy 2007-es szoboravatáson

## Könyvek
- „Ellenőrizve”, szerkesztette, a bevezetőt és a jegyzeteket írta: Tamáska Péter, Magyar Ház, Budapest, 2002
- „Angyal, vigyél hírt a csodáról!” – Wittner Máriával beszélget Benkei Ildikó, Kairosz, Budapest, 2006, (Magyarnak lenni)
- Lüktető újságlapok, 1956. – Szemelvények a forradalom sajtójából, összeállította: Kocsy Anikó, előszót írta: Wittner Mária, Barnaföldi Gábor Archívum, Budapest, 2006
- Életre ítélve – Wittner Mária igazsága, beszélgetőtárs: Koltay Gábor, Szabad Tér, Budapest, 2012, 2021
- Hűség mindhalálig – Wittner Mária és Bene Éva beszélgetése, Kairosz, Budapest, 2014
- Hagyaték, Szülőföld, Gencsapáti, 2021

## Díjai, kitüntetései
- A Magyar Köztársasági Érdemrend nagykeresztje (1991)
- 56-os emlékérem (1991)
- Budapestért díj (1996)[14]
- Dunakeszi díszpolgára (2001)
- Szent István-díj (2006)
- Csepel díszpolgára (2011)[15]
- Józsefváros díszpolgára (2016)[16]
- Emberi Méltóságért díj (2016)[17]